# LD Alajuelense
A Liga Deportiva Alajuelense egy Costa Rica-i sport- és labdarúgóklub, melynek székhelye Alajuelában található. A klubot 1919-ben alapították, első osztályban szerepel.
A Costa Rica-i bajnokságot 30 alkalommal nyerte meg, ezáltal a Deportivo Saprissa után a második legeredményesebb klub az országban. Kétszeres CONCACAF-bajnokok kupája győztes.
Az Alajuelense a Herediano-hoz hasonlóan még sohasem esett ki az első osztályból.
Hazai mérkőzéseit az Alejandro Morera Soto stadionban játssza. A stadion 17 895 fő befogadására alkalmas. A klub hivatalos színei: a vörös–fekete.

## Jelenlegi keret
2021. május 30-ai állapot.
| #  |     | Poszt | Név                 |
| -- | --- | ----- | ------------------- |
| 2  | CRC | V     | Ian Lawrence        |
| 3  | CRC | V     | Fernán Faerrón      |
| 4  | MEX | V     | Daniel Arreola      |
| 5  | CRC | V     | Yurguin Román       |
| 6  | CRC | V     | José Salvatierra    |
| 7  | CRC | CS    | Jurguens Montenegro |
| 8  | CRC | CS    | Johan Venegas       |
| 9  | CUB | CS    | Marcel Hernández    |
| 10 | CRC | CS    | Bryan Ruiz ()       |
| 11 | HON | KP    | Alexander López     |
| 12 | CRC | V     | Ian Smith           |
| 15 | CRC | V     | Júnior Díaz         |

| #  |     | Poszt | Név                |
| -- | --- | ----- | ------------------ |
| 16 | CRC | CS    | Alonso Martínez    |
| 18 | CRC | K     | Mauricio Vargas    |
| 22 | CRC | KP    | Barlon Sequeira    |
| 23 | CRC | K     | Leonel Moreira     |
| 25 | CRC | KP    | Aarón Suárez       |
| 26 | CRC | KP    | Bernald Alfaro     |
| 27 | CRC | KP    | Carlos Mora        |
| 28 | CRC | KP    | Brandon Aguilera   |
| 33 | CRC | KP    | José Miguel Cubero |

## Sikerlista
- Costa Rica-i bajnok (30): 1928, 1939, 1941, 1945, 1949, 1950, 1958, 1959, 1960, 1966, 1970, 1971, 1980, 1983, 1984, 1991, 1992,1995–96, 1996–97, 1999–00, 2000–01, 2001–02, 2002–03, 2004–05, Invierno 2010–11, Verano 2010–11, Invierno 2011–12, Invierno 2012–13. Invierno 2013–14, Invierno 2020-21
- CONCACAF-bajnokok ligája győztes (2): 1986, 2004
- UNCAF-klubcsapatok kupája győztes (3): 1996, 2002, 2005
- Copa Interamericana ezüstérmes (1): 1986